# Bulbostylis meruensis
Bulbostylis meruensis är en halvgräsart som beskrevs av Bernard Verdcourt. Bulbostylis meruensis ingår i släktet Bulbostylis och familjen halvgräs. Inga underarter finns listade i Catalogue of Life.